# Nicey-sur-Aire
Nicey-sur-Aire é uma comuna francesa na região administrativa de Grande Leste, no departamento de Meuse. Estende-se por uma área de 11,01 km². Em 2010 a comuna tinha 127 habitantes (densidade: 11,5 hab./km²).